# 台灣智庫
財團法人台灣智庫（Taiwan Thinktank），是台灣的智庫，於2001年12月30日由台灣證券交易所董事長林鐘雄、台灣高速鐵路公司董事長殷琪、奇美實業董事長許文龍、台灣工業銀行總經理駱錦明、義美食品董事長高志尚、三商行創辦人陳河東、板橋林家林明成等人捐助成立，定位為一個第三部門公共政策平台，業務包括議題評析、政策研究、民調執行。其三大核心價值為：一、台灣主體性；二、參與式民主（審議民主）；三、重視均衡發展與經濟安全的國民經濟。

## 組織架構
台灣智庫為財團法人，由董事會決議後交付執行委員會執行。
- 創會董事長 林鐘雄
- 榮譽董事長 陳博志
- 前任董事長 林佳龍
- 現任董事長 吳榮義
- 歷任執行長（包括籌備期與初期的辦公室主任）林佳龍；鄭麗君；郭建中；黃玉霖；莊國榮；呂曜志
- 現任執行長（暫由執行委員會全體委員合議）

## 出版品
- 思想坦克網路論壇
- 思想談客Podcast
- 台灣智庫叢書
- 政策研究系列
- 台灣戰略研究
- DIMEs Center Study

## 外部連結
- 台灣智庫（页面存档备份，存于）
- 台灣智庫：我們未必替扁服務 （页面存档备份，存于）